# Oficina

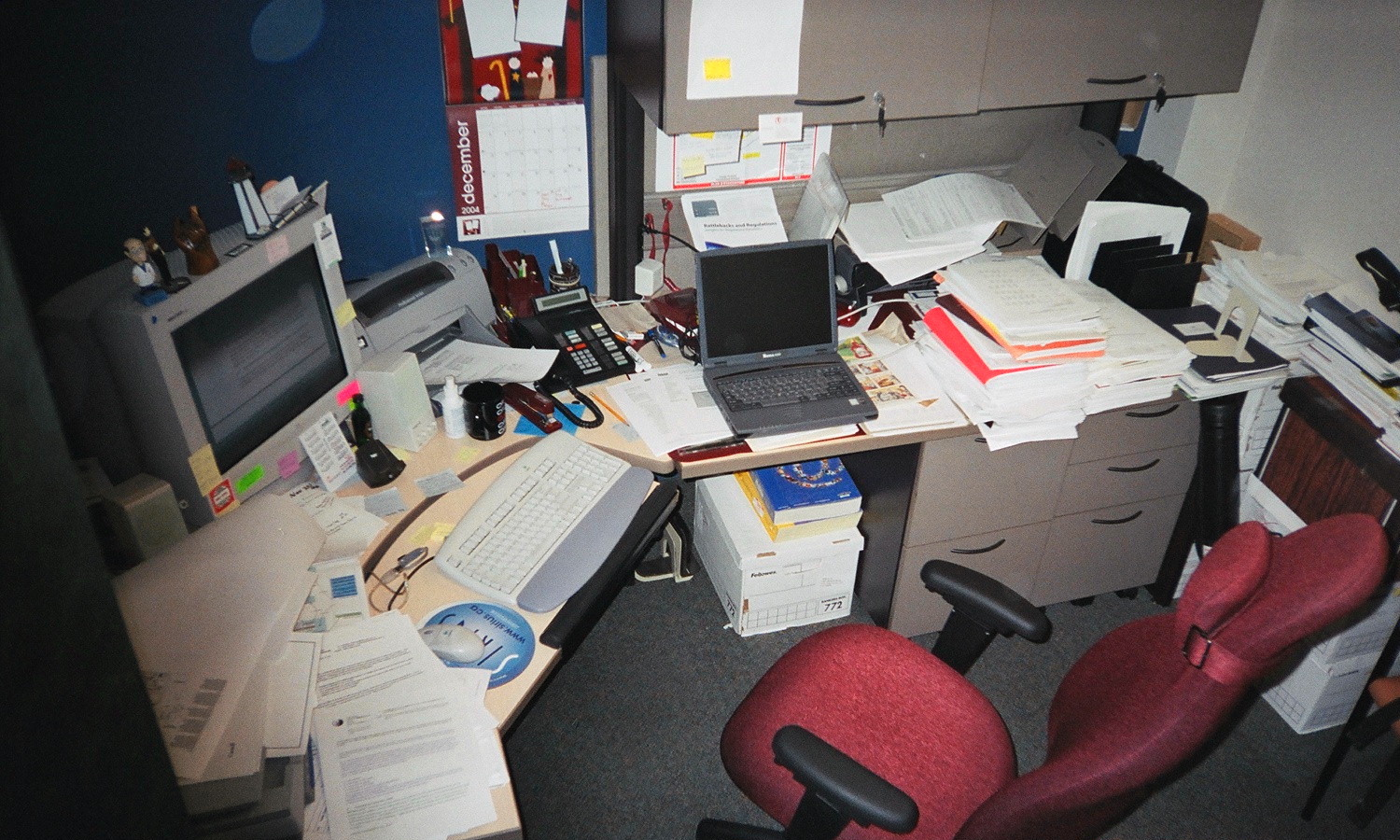
Una típica oficina norteamericana.

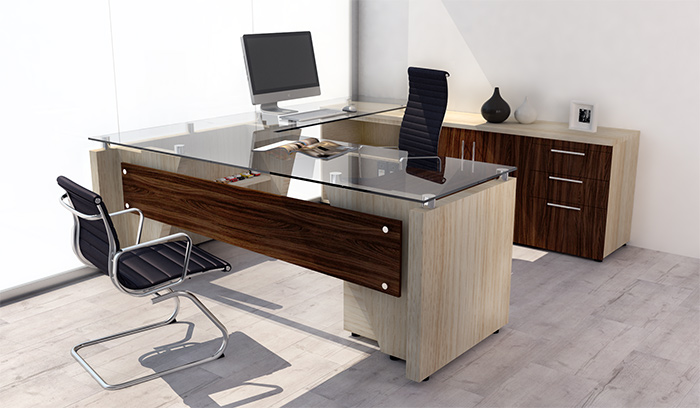
Oficina Moderna

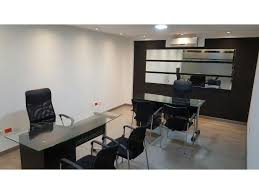
Muebles de Oficina en Pereira

Una oficina es un salón destinado al trabajo. Existen muchas formas de distribuir el espacio de un local según la función y cuántas personas trabajarán dentro del mismo. En un extremo cada trabajador tendrá su propio sitio, en el otro una oficina grande abierta que se puede componer de un sitio principal con muchas personas que trabajan en el mismo espacio. Los estudios acerca de esto último han demostrado que dan productividad a corto plazo, por ejemplo dentro de un solo proyecto. Al mismo tiempo la pérdida de privacidad y de seguridad puede aumentar la incidencia del hurto y de la pérdida de secretos de la compañía. Un tipo de oficina intermedia es el cubículo, que soluciona el aislamiento visual en cierto grado, pero falla a menudo en la separación y la seguridad acústica.
Existen varias concepciones de oficina y despachos tales como: la abierta, la cerrada, la moderna, la integrada, mobiliaria y de equipos.
El objetivo principal de un entorno de oficina es ayudar a sus ocupantes a realizar su trabajo. Los espacios de trabajo en una oficina se utilizan normalmente para actividades de oficina convencionales, como leer, escribir y trabajar con el ordenador. Hay nueve tipos genéricos de espacio de trabajo, cada uno apoyando diferentes actividades. Además de los cubículos individuales, se pueden encontrar la sala de reuniones, salones y espacios para actividades de apoyo, como fotocopias y archivos. Muchos edificios de oficinas también tienen un área de cocina donde los trabajadores pueden preparar sus almuerzos. Hay diferentes formas de organizar el espacio en una oficina y, si bien varían según la función, la moda gerencial y la cultura de empresas específicas pueden ser aún más importantes.
Si bien las oficinas se pueden construir en casi cualquier lugar y en casi cualquier edificio, algunos requisitos modernos para los locales hacen que esto sea más difícil, como los requisitos de luz, redes y seguridad. El objetivo principal de un edificio de oficinas es proporcionar un lugar de trabajo y un entorno de trabajo, principalmente para los trabajadores administrativos y de gestión. Estos trabajadores generalmente ocupan áreas fijas dentro del edificio de oficinas y generalmente cuentan con escritorios, PC y otros equipos que puedan necesitar dentro de estas áreas. El director de operaciones (COO abreviado en inglés) es responsable de manejar la administración y el mantenimiento de un edificio de oficinas.

## Historia
La palabra proviene del latín officium y sus equivalentes en varios idiomas (principalmente lenguas románicas). Cabe notar que no denota necesariamente un lugar, sino una oficina (a menudo móvil) de una persona o aún la noción abstracta de una posición formal (tal como la del magistrado). Roma se puede considerar la primera sociedad que, principalmente debido al rol de la ley, desarrolló una burocracia relativamente elaborada, que no serían igualada por siglos en el oeste sino hasta después de la caída de Roma, incluso revertida parcialmente a causa del analfabetismo, mientras que el este preservó una cultura administrativa más sofisticada, bajo del imperio Bizantino y el islam. 
Las oficinas en la antigüedad clásica eran a menudo parte de un palacio complejo o un templo grande. Había generalmente un cuarto donde los pergaminos eran guardados y los escribas realizaban su trabajo. Los textos antiguos que mencionan el trabajo de los escribanos hacen referencia a la existencia de tales despachos. Estos cuartos a menudo son llamados "bibliotecas" por algunos arqueólogos y la prensa en general porque se asocia los pergaminos a literatura. De hecho eran verdaderas oficinas puesto que los pergaminos fueron utilizados para registrar expedientes y otras funciones administrativas tales como tratados y decretos, y no para la escritura o poesía u otros trabajos relacionados con la ficción.
La cancillería medieval era generalmente el lugar en donde la mayoría de los documentos del gobierno fueron escritos y donde las leyes fueron copiadas en la administración de un reino. Los cuartos de la cancillería tenían a menudo paredes repletas de casilleros, construidos para albergar el pergamino enrollado para una rápida lectura (un precursor al estante del libro). La introducción de la impresión durante el Renacimiento no cambió mucho estas tempranas oficinas gubernamentales.
Las ilustraciones preindustriales tales como pinturas o tapices a menudo nos muestran las personalidades o epónimos en sus despachos privados, manejando expedientes guardados en libros o escribiendo en pergaminos. Todas las clases de escrituras parecían estar entrelazadas en estas formas tempranas de oficinas. Antes de la invención la prensa y su distribución existió una delgada línea entre un despacho privado y una biblioteca puesto que los libros eran leídos o escritos en el mismo escritorio o mesa, junto con las cuentas generales contables y las cartas personales.
El desarrollo de la oficina moderna tiene su origen en el modelo de producción en línea de Henry Ford. El resultado de esto fue la aparición de oficinas abiertas, con multitud de puestos de trabajos colocados en retícula, donde la distribución respondía a maximizar el número de máquinas de escribir que se podían encajar dentro de un mismo espacio. De esta forma se disponían la mayoría de la fuerza de trabajo en el centro de la planta, liberando la fachada y las zonas más privilegiadas para los despachos de directivos.
En la actualidad, y debido a los cambios en los modelos de trabajo, han surgido nuevas formas de oficina y despachos sobre todo relacionadas con el teletrabajo y el trabajo cooperativo, donde varios trabajadores comparten espacio de trabajo para reducir costes, huir de la soledad laboral y crear sinergias.

### Oficina japonesa delsigloXX
Las empresas japonesas se han diferenciado de sus contrapartes estadounidenses al implementar diferentes técnicas en la forma en que manejan los negocios. El diseño de la oficina japonesa mejora la productividad laboral y la armonía en la oficina, y responsabiliza a cada empleado por el trabajo que realiza. El tipo de diseño de oficina utilizado en Japón se denomina plan abierto y se basa en la ergonomía para ayudar a que los empleados sean lo más productivos posible. El diseño de oficina abierta japonesa les permite utilizar una estructura organizativa conocida como estructura horizontal. En la típica oficina japonesa, no hay paredes que dividan los escritorios, ni cubículos, ni oficinas individuales. Además, pueden implementar políticas utilizando el consenso ringi-sho.
Para lograr que los miembros del grupo trabajen de manera efectiva en el plano de la oficina abierta, se utilizan escritorios estilo isla. La característica más dominante del diseño de oficina estilo isla japonesa es que cada grupo forma una isla. Kageyu Noro, Goroh Fujimaki y Shinsuke Kishi, investigadores de ergonomía en el lugar de trabajo, afirmaron: “Las oficinas japonesas se han adherido tradicionalmente a los diseños en isla porque reflejan el estilo japonés de trabajo en equipo y el estilo de gestión de arriba hacia abajo.” El líder del grupo se sentará en la posición destacada y garantizará la productividad.

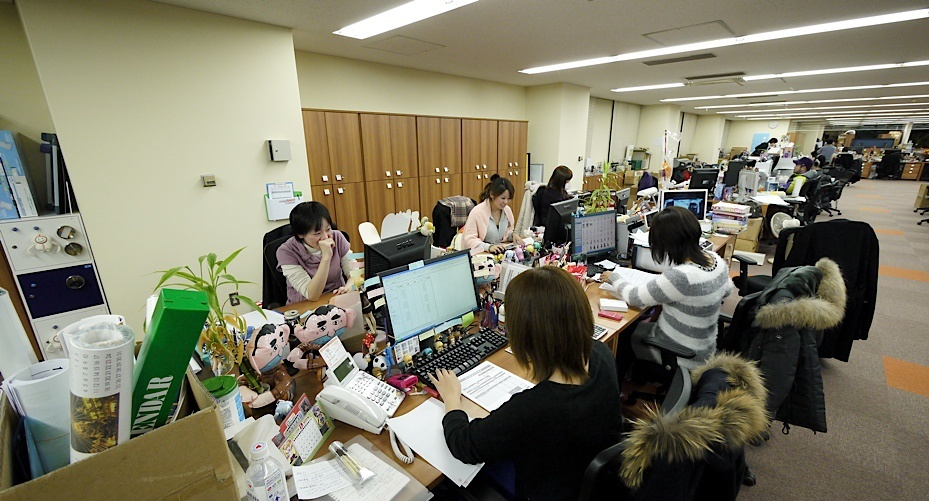
Asientos estilo isla

El líder del grupo asignará una tarea al grupo, y cada miembro del grupo recibirá su tarea individual para completar. Los asientos estilo isla también brindan al grupo el beneficio de poder hablar entre ellos en cualquier momento y pedir ayuda si es necesario. Estar tan cerca el uno del otro en la oficina le da otra ventaja al supervisor, ya que puede llamar a un uchi-awase. Uchi-awase es una reunión informal para transmitir un mensaje importante y también permite que todos los miembros del equipo sean creativos en la oficina. “El diseño de la oficina abierta lo permite porque apenas hay salas o recintos independientes. Si el supervisor se para en su escritorio, puede mirar a sus asociados y llamarlos fácilmente”, según Durlabhji, Subhash, Norton E. Marks y Scott Roach, autores de Japanese Business: Cultural Perspective. Una vez que se completan todas las tareas individuales, el grupo combina el trabajo de cada persona y el proyecto se arma como un todo y se devuelve al supervisor. El trabajo se ve como un esfuerzo de equipo y cada miembro del grupo recibe el mismo crédito por ser parte de un equipo que completa la meta asignada. El grupo en sí hace que cada miembro sea responsable de garantizar que el trabajo se haga y que ningún individuo esté haciendo más trabajo que otro. Otro factor de motivación es que el jefe del grupo también está sentado en el mismo escritorio, y el efecto que esto tiene en los individuos es que deben trabajar duro como el jefe. La función de tener un diseño abierto con asientos tipo isla permite estructurar la oficina para que los empleados se reúnan como equipos.
El tipo de estructura organizativa que se encuentra dentro de la oficina japonesa se conoce como estructura horizontal. Según Andrew, Ghillyer, autor de Management Now, "La estructura horizontal es una estructura organizativa que consta de dos grupos: el primero compuesto por la alta gerencia responsable de las decisiones y políticas estratégicas y el segundo compuesto por empleados empoderados que trabajan juntos en diferentes equipos de procesos; también conocida como estructura de equipo.” El beneficio de usar este tipo de estructura es que la jerarquía se aplana para reducir la supervisión, los equipos pueden autogestionarse, se recompensa el desempeño del equipo, no solo el individuo, y se enfatiza mucho la capacitación entre todos los empleados. Con un mayor sentido de empoderamiento y responsabilidad, los trabajadores están motivados para completar los objetivos de manera oportuna. Tener la oficina estructurada horizontalmente permite una fácil comunicación de la introducción de nuevas políticas e ideas entre los grupos.
“Ringisho” es el concepto de presentar propuestas y tomar decisiones a partir de esas ideas. Al unificar a todos en la oficina japonesa, ayuda a tomar decisiones mejor informadas sobre las políticas de la empresa en las que todos los gerentes y empleados tienen aportes. La idea detrás de esto es ponerse en contacto con varias personas pensantes para ver si hay una buena manera de escribir sus políticas que beneficien mejor a la empresa. Richard Lewis, el autor de When Cultures Collide, afirma “Sugerencias, ideas e invenciones ascienden en la jerarquía de la empresa mediante un proceso de recogida de firmas entre trabajadores y mandos intermedios. Muchas personas están involucradas. Los altos ejecutivos dan el paso final al ratificar los artículos que han obtenido suficiente aprobación.” Con este sistema implementado, los cambios en las políticas solo se aprueban si existe un consenso general para aprobarlo. Permitir que cada grupo tenga voz sobre qué políticas deben implementarse mejora la satisfacción laboral general y la armonía en toda la oficina.
La forma en que están estructuradas las oficinas japonesas les permite ser más eficientes al realizar negocios. Empresas como General Motors, Ford, Motorola y Chrysler Company han notado la eficiencia con la que operan. Continúan buscando otras formas de ser más eficientes y productivos con el diseño de la oficina y la productividad de los empleados.

## Edificios de oficinas

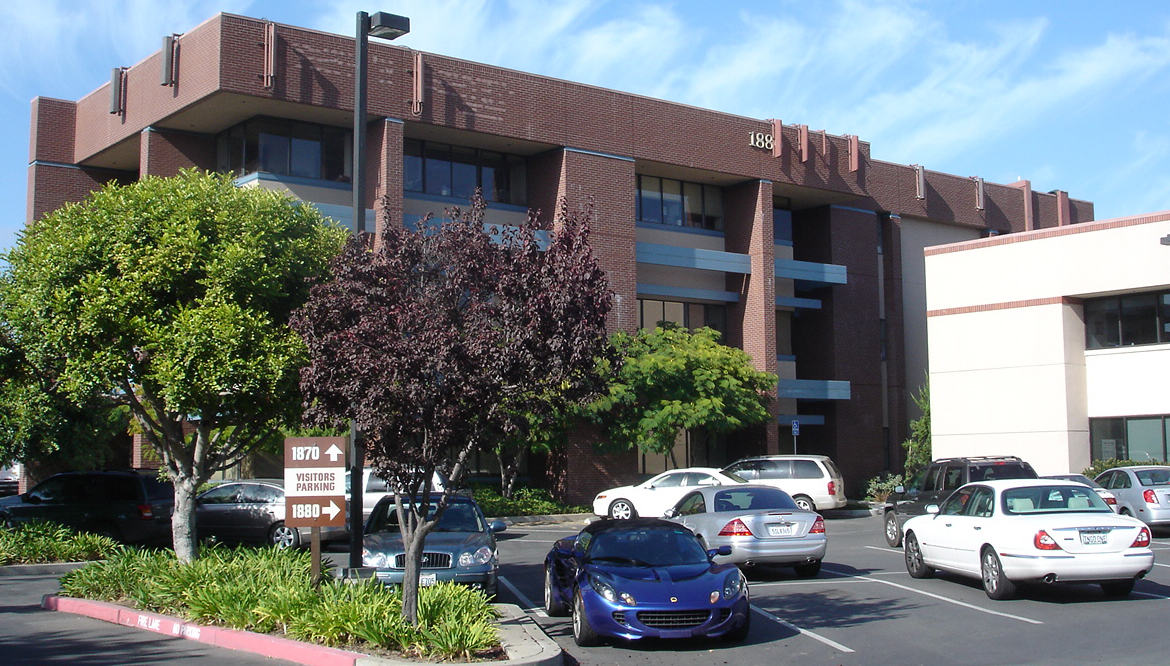
Un edificio de oficinas en Salinas, California.

Un edificio de oficinas es una forma de edificio comercial que contiene espacios diseñados principalmente para ser utilizado por los oficinistas. El propósito principal de estos locales es proporcionar un lugar físico para el desempeño de administrativos y directivos. Estos trabajadores ocupan generalmente áreas determinadas dentro del edificio, donde se les proporcionan los escritorios, las PC y todo equipo que puedan necesitar.
Mientras que las oficinas se pueden construir en casi cualquier ubicación de casi cualquier edificio, algunos requisitos modernos para los locales hacen de esto un poco más difícil. Los requisitos pueden ser legales (los niveles de iluminación deben ser suficientes, por ejemplo) o técnicos (los requisitos para el armado de una red). Además de otros requisitos tales como seguridad y flexibilidad de la distribución, esto ha conducido a la creación de edificios especiales para ser utilizados como oficinas.
Un edificio de oficinas será dividido en secciones para diversas compañías o se puede dedicar a una sola compañía. En cualquier caso, cada compañía tendrá típicamente oficinas del área de recepción, una o varias de reunión, simples o abiertas y sanitarios. Muchos edificios de oficinas también tienen cocina y un cuarto en donde los trabajadores pueden almorzar o tomar un breve descanso.

## Calificación
La Asociación de Propietarios y Administradores de Edificios (BOMA) clasifica el espacio de oficinas en tres categorías: Clase A, Clase B y Clase C. Según la BOMA, los edificios de oficinas de Clase A tienen los "edificios más prestigiosos que compiten por los principales usuarios de oficinas con alquileres superiores al promedio del área". BOMA afirma que las instalaciones de Clase A tienen "acabados estándar de alta calidad, sistemas de última generación, accesibilidad excepcional y una clara presencia en el mercado". BOMA describe los edificios de oficinas Clase B como aquellos que compiten "por una amplia gama de usuarios con rentas en el rango promedio de la zona". BOMA afirma que los edificios de Clase B tienen "sistemas adecuados" y acabados que "son buenos para el área", pero que los edificios no compiten con los edificios de Clase A por los mismos precios. Según BOMA, los edificios de Clase C están dirigidos a "inquilinos que requieren espacio funcional a alquileres por debajo del promedio del área". La falta de detalles deja un espacio considerable para "modificar" los límites de las categorías. A menudo, las categorías anteriores se modifican aún más agregando el signo más o menos para crear subclases, como Clase A+ o Clase B-.

## Para más información
- Adams, Scott (2002). What do you call a sociopath in a cubicle? (answer, a coworker). Kansas City, Missouri: Andrews McMeel Pub.
- Duffy, Francis; Cave, Colin; Worthington, John, eds. (1976). Planning Office Space. London: The Architectural Press Ltd.
- Klein, Judy Graf (1982). The Office Book. New York: Facts on File Inc. ISBN 9780871964991. (requiere registro).
- van Meel, Juriaan; Martens, Yuri; van Ree, Hermen Jan (2010). Planning Office Spaces: a practical guide for manager and designers. London: Laurence King Publishing.
- Saval, Nikil (2014). Cubed: A Secret History of the Workplace. Doubleday.
- Roderick, Ian (2016). «Representing affective labour and gender performativity in knowledge work: a multimodal critical discourse analysis». Gender and Language 10 (3): 340-363. doi:10.1558/genl.v10i3.32040.